# Gigliola Soldi Rondinini
Gigliola Soldi Rondinini (geboren 7. Juli 1923 in Vicenza; gestorben 20. Mai 2020) war eine italienische Mittelalterhistorikerin und Hochschullehrerin.

## Laufbahn
Gigliola Soldi Rondinini studierte Geschichte und Philosophie an der Universität Mailand. An der Universität Mailand begann sie auch ihre akademische Karriere. Von 1966 bis zum Erreichen der Altersgrenze 1995 war sie ordentliche Professorin für Mediävistik an der Fakultät für Geisteswissenschaften.
Sie befasste sich mit zahlreichen Themenbereichen in ihrem Forschungsschwerpunkt Spätmittelalter, die von der Geschichte ziviler und kirchlicher Institutionen, über Wirtschaftsgeschichte bis hin zur Historiographie reichten. Soldi Rondinini ist Autorin von über 200 Beiträgen, darunter grundlegende Monographien zu den Mailänder Dynastenfamilien Sforza und Visconti oder das 1992 erschienene Problemi di storia medioevale (dt. Probleme der mittelalterlichen Geschichte). Sie war zudem Autorin zahlreicher Artikel des vom Istituto dell’Enciclopedia Italiana veröffentlichten vielbändigen Dizionario Biografico degli Italiani. Für das Lexikon des Mittelalters verfasste sie ebenfalls 20 Artikel, zur politischen Korrespondenz an italienischen Fürstenhöfen oder zu Bergamo, Brescia, Cremona und zur Kartause von Pavia.
Von 1964 an arbeitete sie für die Fachzeitschrift für Geschichtswissenschaften Nuova Rivista Storica, deren Leitung sie Ende der 1980er Jahre übernahm und lange Zeit innehatte. Sie war Mitglied des Istituto Lombardo Accademia di Scienze e Lettere.